# Máramaros fatemplomai
Máramaros fatemplomai néven közel száz ortodox és alkalmanként görögkatolikus templomot találunk Észak-Erdélyben a Máramaros régióban. Ezek a templomok különböző építészeti megoldásokkal emelt faépítmények, jellemzően magas, vékony harangtornyokkal. A templomokat a 17. századtól egészen a 19. századig építették.

## Világörökség
1999-ben vált a világörökség részévé nyolc máramaros megyei fatemplom. A 17–18. században épült templomok a karcsú tornyaikkal a havasi építészet jellegzetes példáját képviselik. A megye kilencvenhárom műemlékké nyilvánított temploma közül azokat választották, amelyek a legreprezentatívabbak építészeti, építéstechnikai és festészeti szempontból:
- Barcánfalva, Istenszülő bevezetése a templomba templom – 1720
- Budfalva, Szent Miklós-templom – 1643
- Desze, Szent Paraszkiva-templom – 1770
- Jód, Istenszülő születése templom – 1620-as évek
- Nyárfás, Szent Mihály és Gábriel arkangyalok templom – 1796
- Sajómező, Szent Paraszkiva-templom – 1604
- Rogoz, Szent Mihály és Gábriel arkangyalok templom – 1663
- Dióshalom, Szent arkangyalok fatemploma – 1721

A templomok sajátos szintézist képviselnek a kelet- és nyugat-európai fő építészeti stílusok között: a bizánci alaprajzhoz gótikus forma társul. Az építmények fából készültek, hagyományos technikákkal és anyagismerettel.

## Galéria

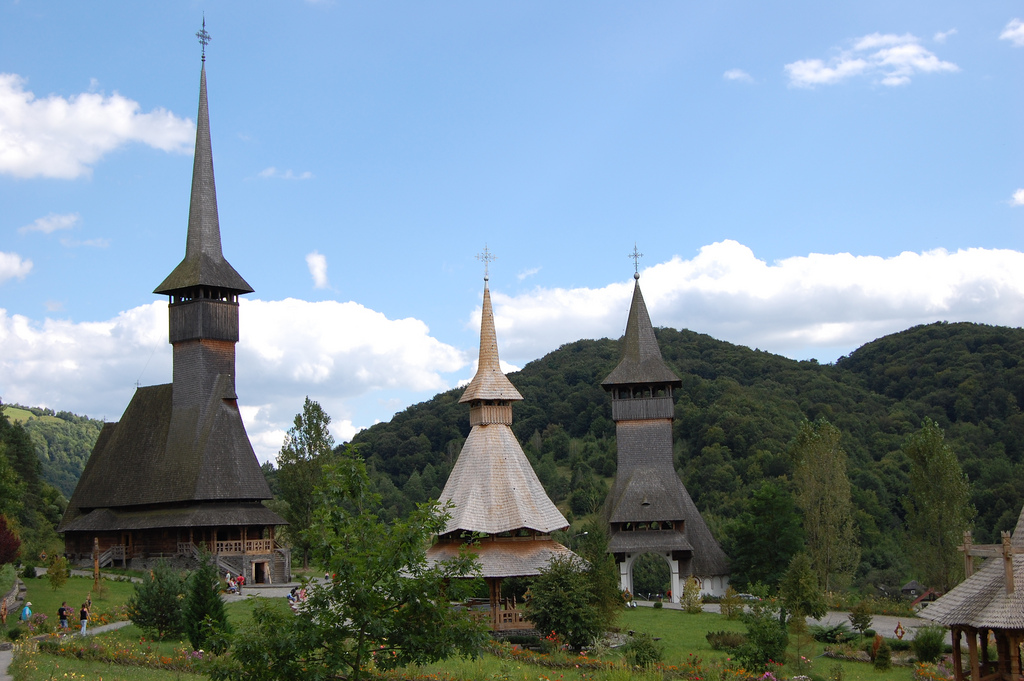
Barcánfalva (Bârsana)
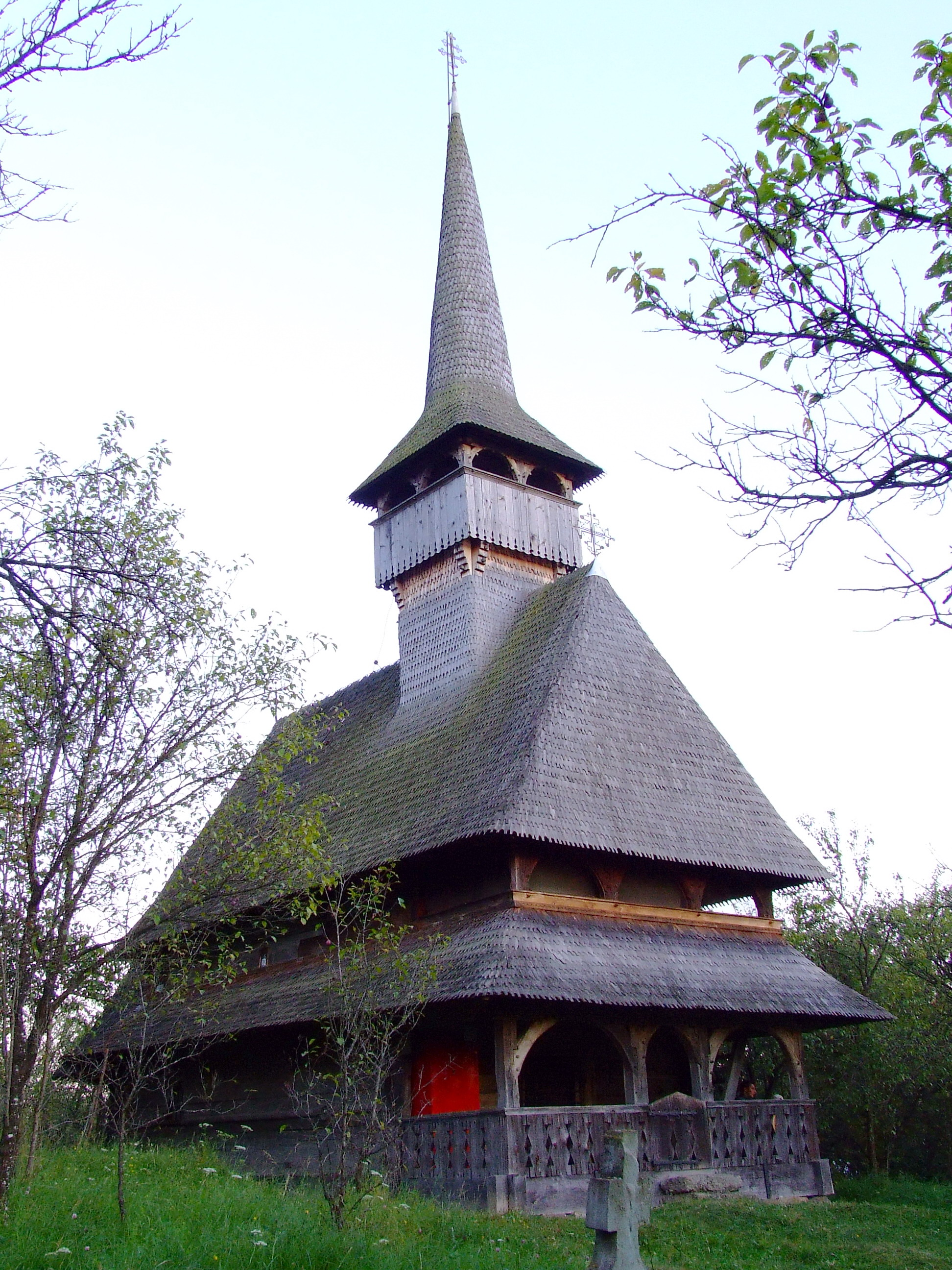
Barcánfalva
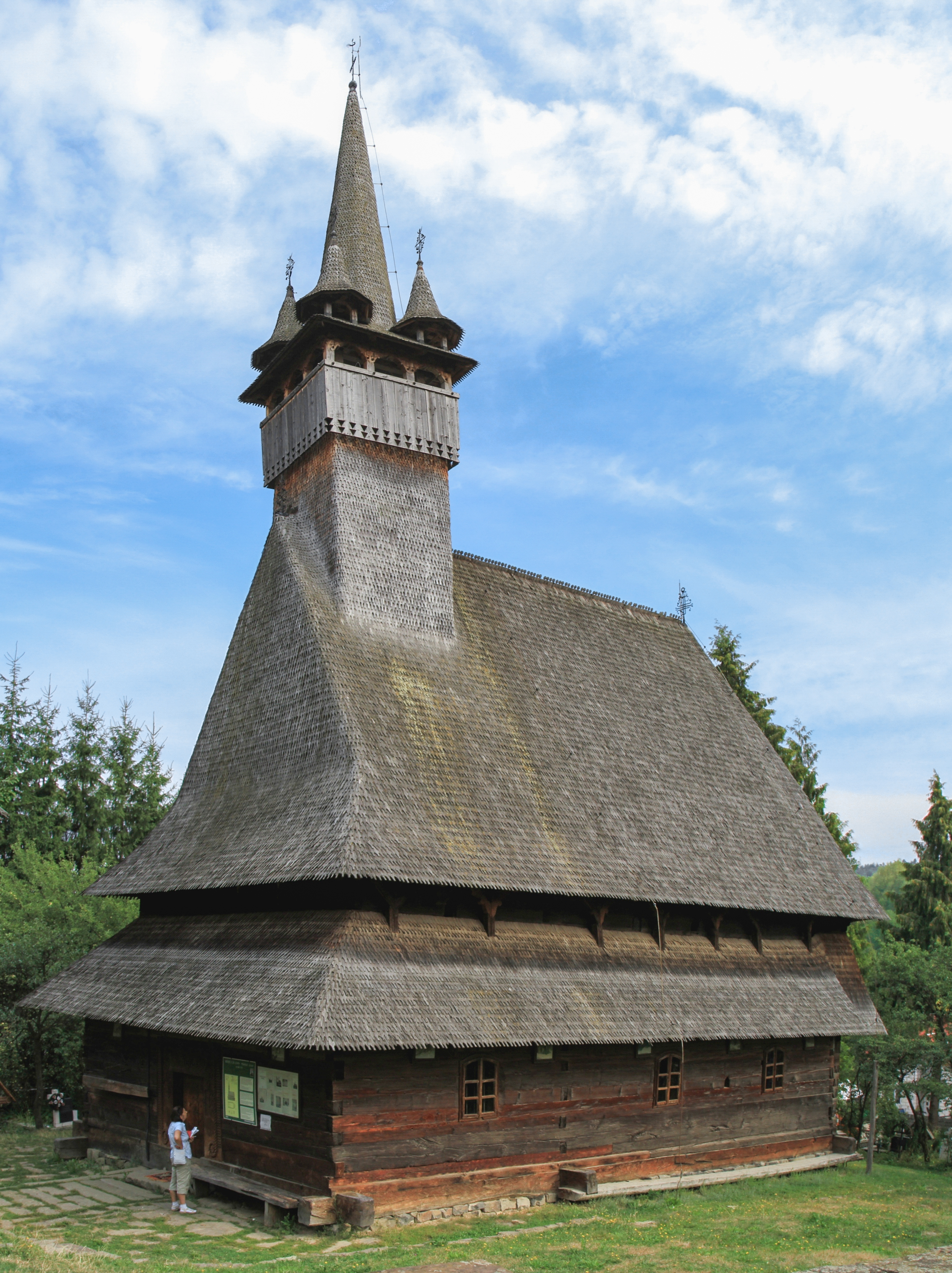
Budfalva (Budești)
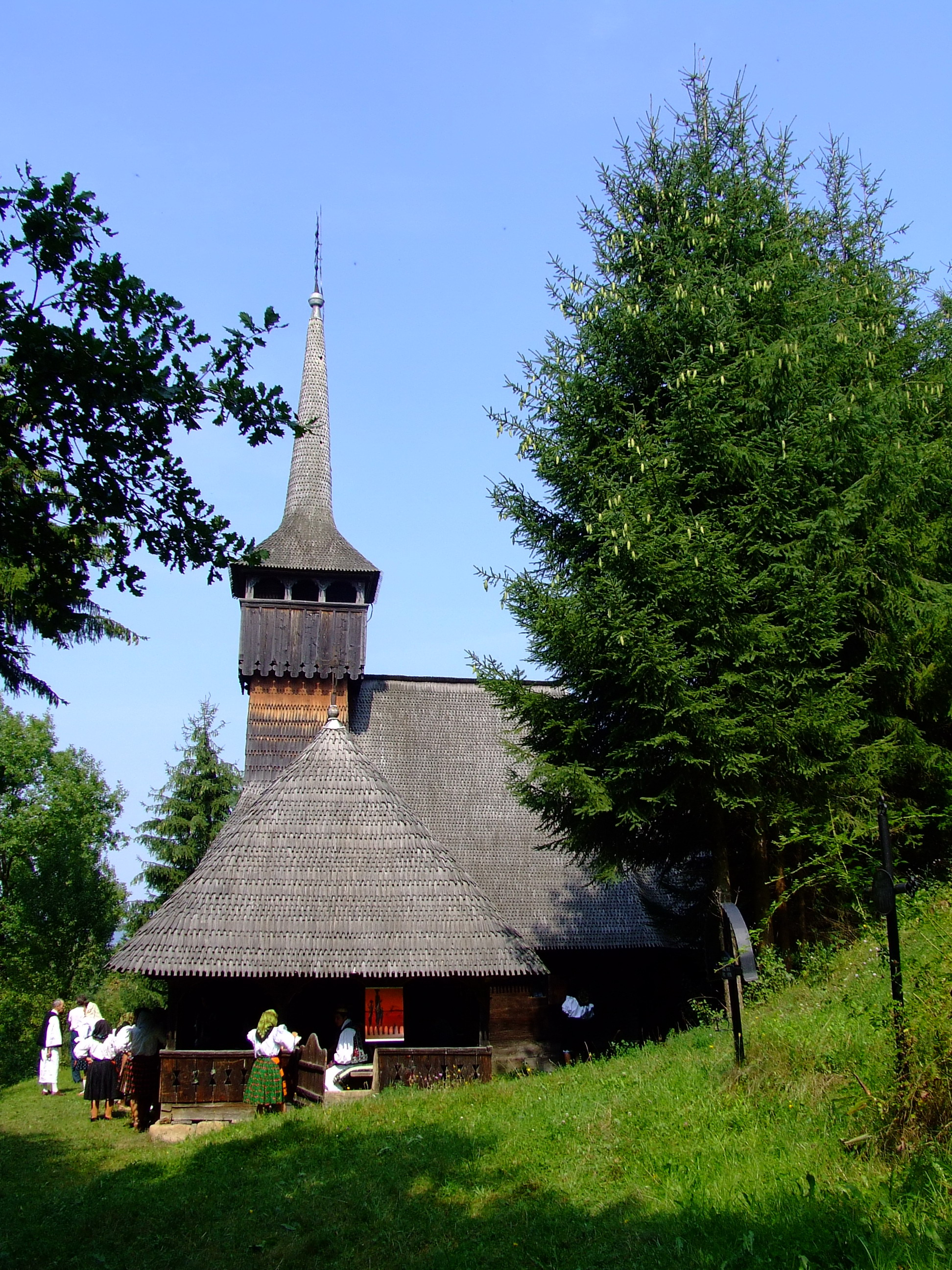
Călinești
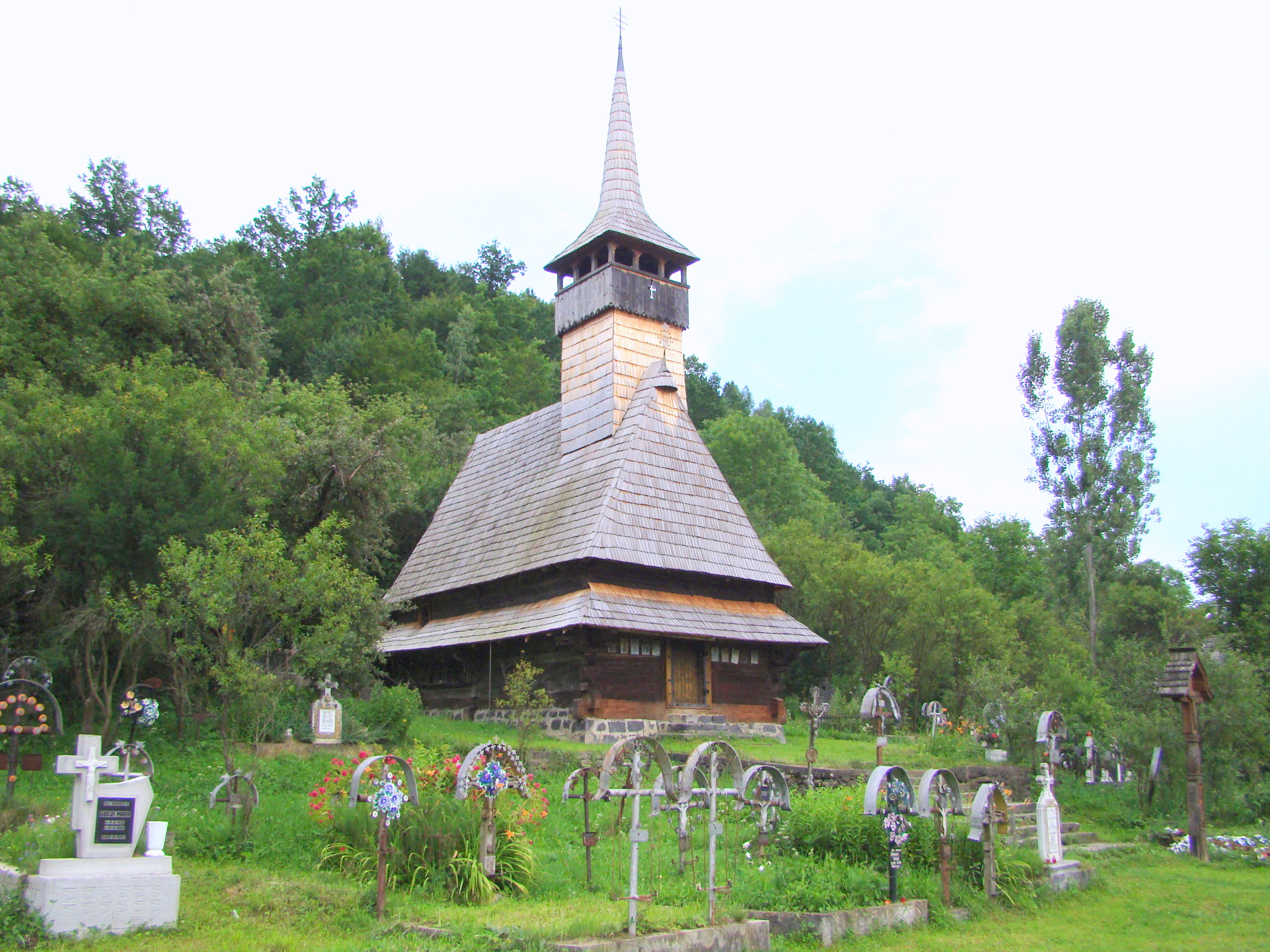
Cornești
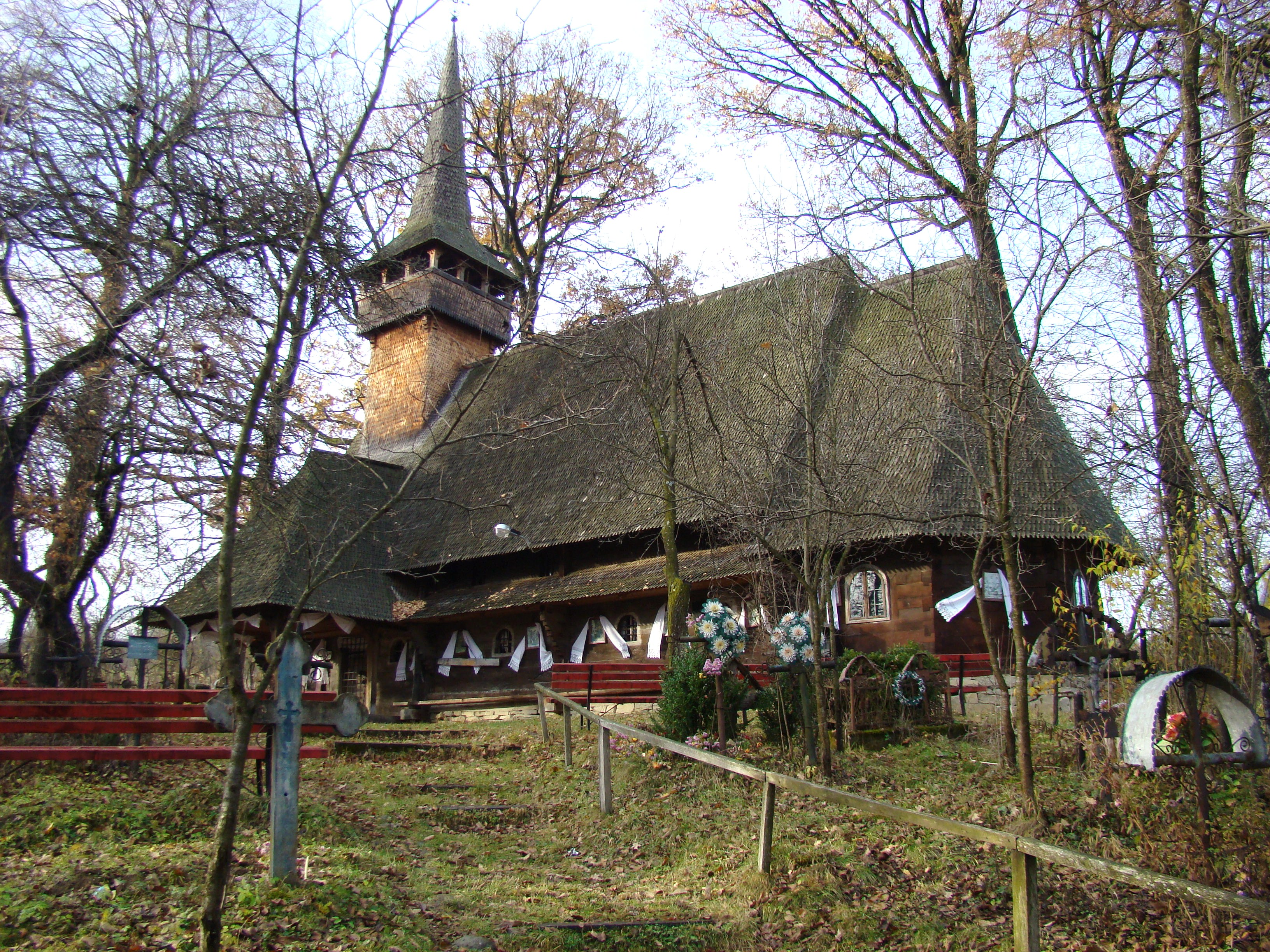
Hărnicești
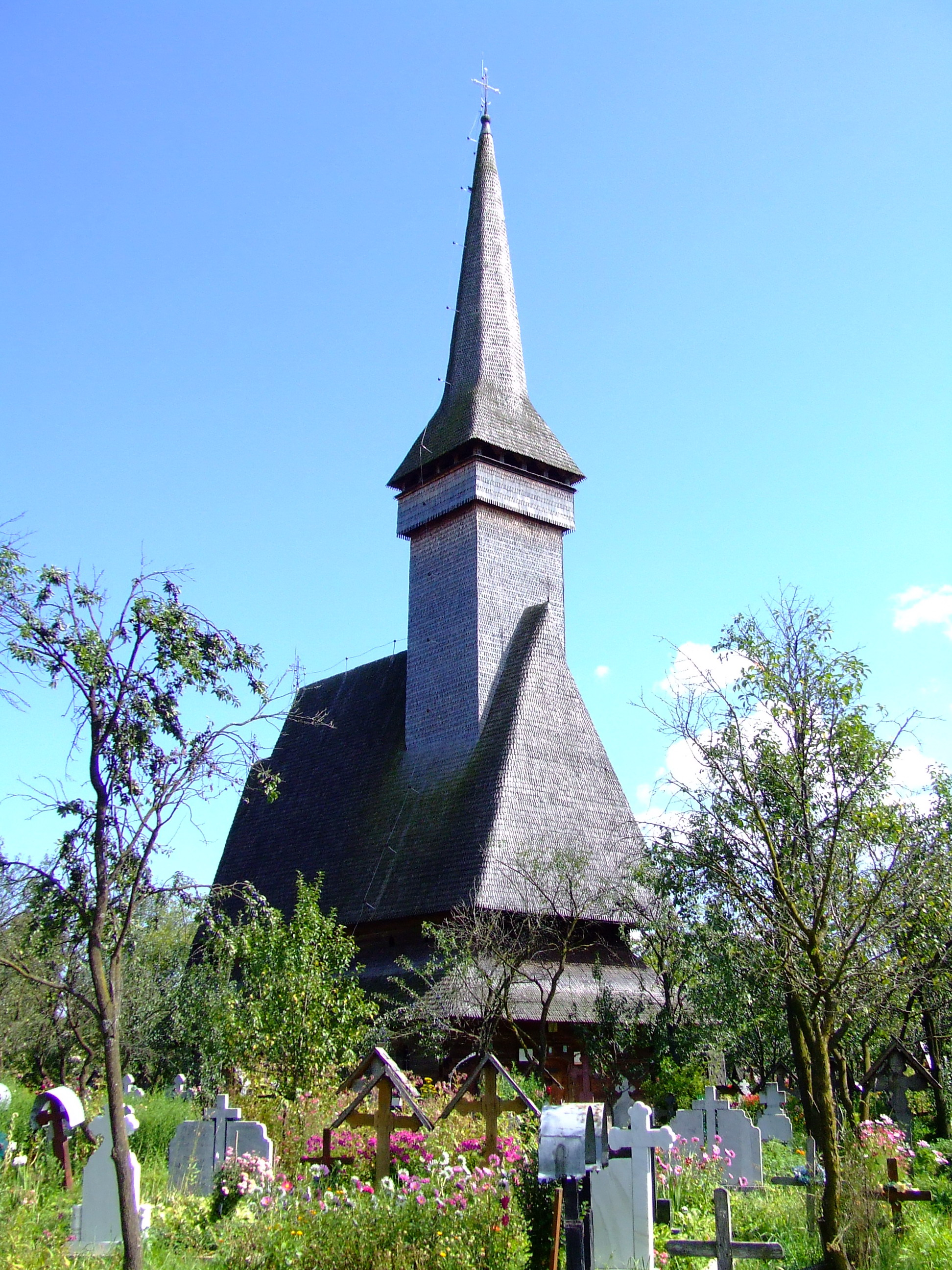
Ieud Șes
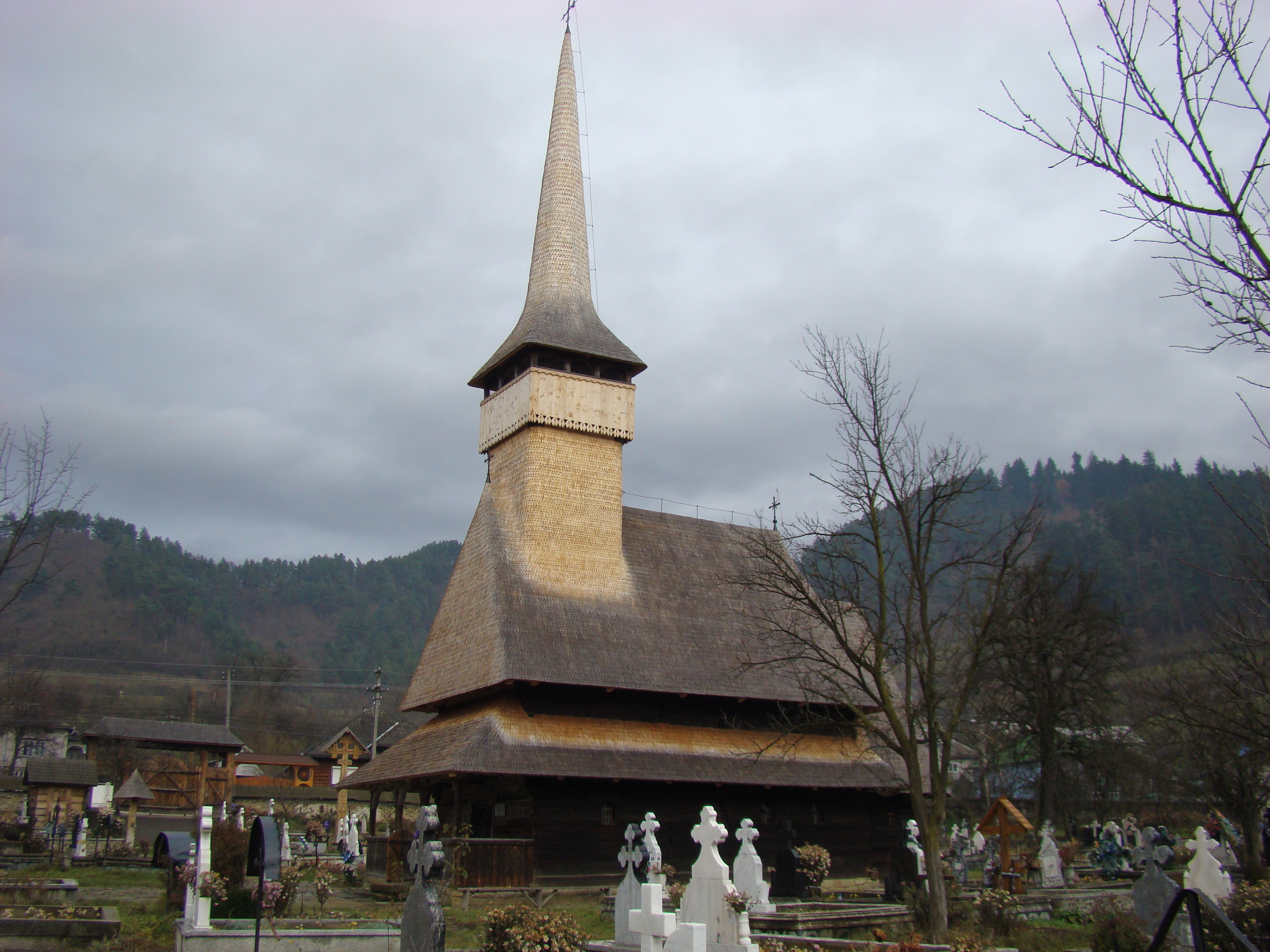
Rozavlea
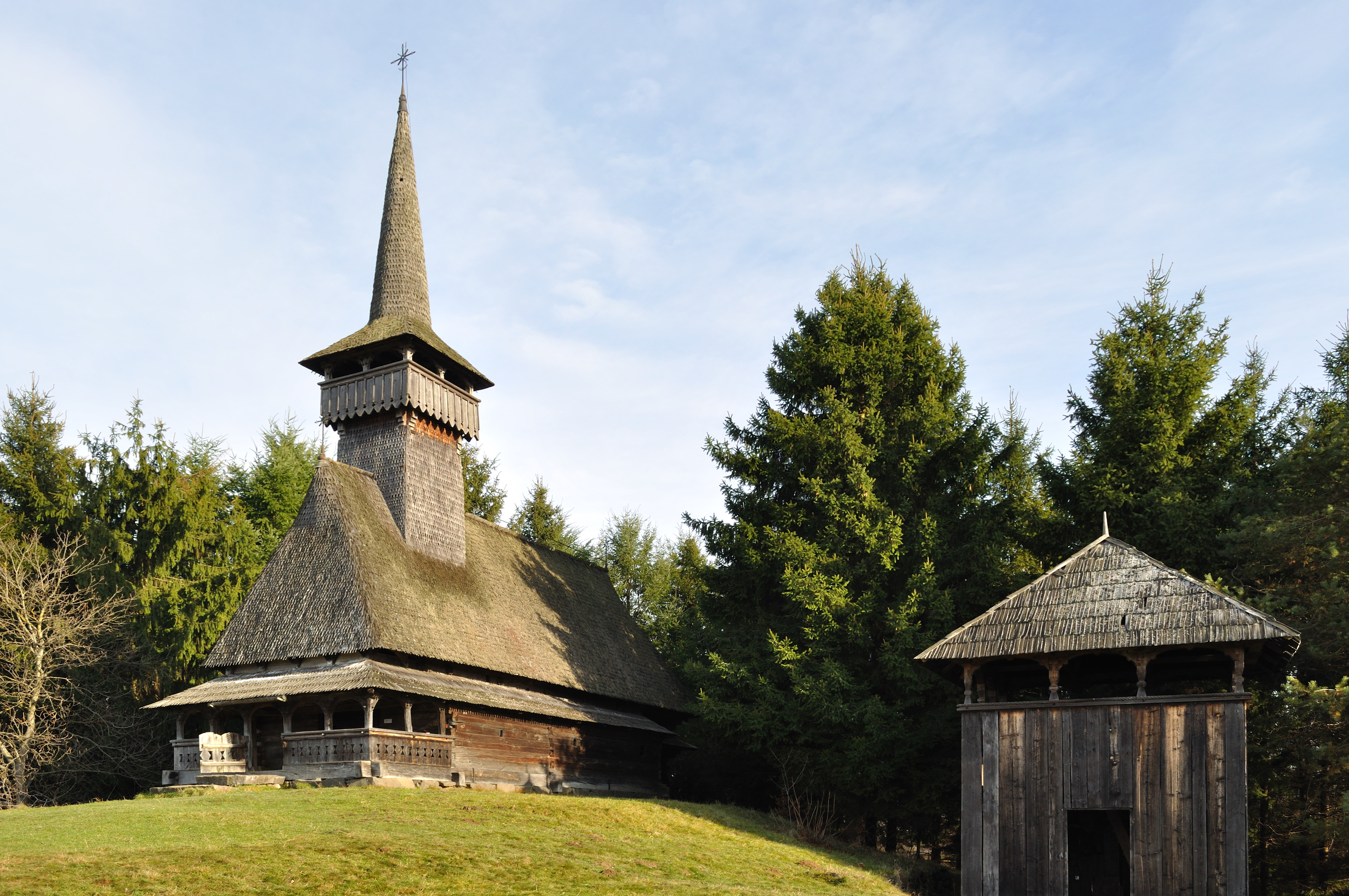
Oncești